# Patates rossejades
Les patates rossejades o patates daurades, són un tipus clàssic de preparació de les patates trossejades,tallades en quarters o rodelles. Són cuites en una matèria grassa, generalment oli vegetal o mantega, en una paella o una casserola, a foc més o menys viu, fins que l'aliment prengui color, i poden anar acompanyades de cebes, bolets, llardons, etc.